# Jorge Fernandes
Jorge Luiz Fernandes Leite (Rio de Janeiro, 3 de abril de 1962) é um nadador brasileiro.
É formado em informática e administração.

## Trajetória esportiva
Jorge Fernandes começou a nadar no Tijuca Tênis Clube, aos cinco anos. Foi vice-campeão carioca de nado borboleta no primeiro campeonato infantil do qual participou. Aos 11 anos, mudou de estilo, devido a uma tendinite, e se dedicou ao nado livre. Um ano depois de começar a treinar o novo estilo, foi campeão infantil carioca, brasileiro e sul-americano nos 100 metros nado livre e nos 200 metros nado livre.
Participou da seleção brasileira infantil e juvenil e, aos 16 anos, ingressou na seleção adulta e foi ao Mundial de Berlim, em 1978.
Participou das Olimpíadas de 1980 em Moscou, conquistando nesta edição a medalha de bronze no revezamento 4x200 metros livre, junto com Djan Madruga, Cyro Delgado e Marcus Mattioli. Participou também das Olimpíadas de 1984 em Los Angeles, e Olimpíadas de 1988 em Seul.
Também participou de três Jogos Pan-Americanos: 1979 em San Juan, 1983 em Caracas, e 1987 em Indianápolis, conquistando medalhas em todos eles.  
Na Universíada de 1981 em Bucareste, obteve a medalha de prata nos 200 metros livre, e medalhas de bronze nos 100 metros livre e nos revezamentos 4x100 metros livre e 4x200 metros livre.
Em 1982, no Troféu Brasil, foi o primeiro nadador brasileiro a fazer os 100 metros nado livre abaixo dos 52 segundos.
Encerrou a carreira de atleta em 1990.